# Striatodora brevibucca
Striatodora brevibucca är en rundmaskart som beskrevs av Timm 1961. Striatodora brevibucca ingår i släktet Striatodora och familjen Axonolaimidae. Inga underarter finns listade i Catalogue of Life.